# Ядвігін Ш.
Ядвігін Ш., справжнє ім'я Антон Іванович Левицький (4 січня 1869, маєток Добосна, зараз Кіровського району Могильовської області, Білорусь — 24 лютого 1922, Вільнюс) — білоруський прозаїк, публіцист, фейлетоніст, драматург, поет, літературознавець, політик, один із зачинателів білоруської художньої прози.
Його літературна творчість багатожанрова. Відомий як автор байок у прозі, ліричного оповідання, сатиричної замальовки, дорожніх нотаток, фейлетону, художньої публіцистики, мемуарів. Велике значення для становлення великої прозової форми білоруської літератури мав його роман «Золото». Творчість Ядвігіна Ш. зіграла значну роль у формуванні норм білоруської літературної мови, вдосконалення системи її стилістичних засобів, розширення образотворчих можливостей.

## Біографія

### Ранні роки та освіта

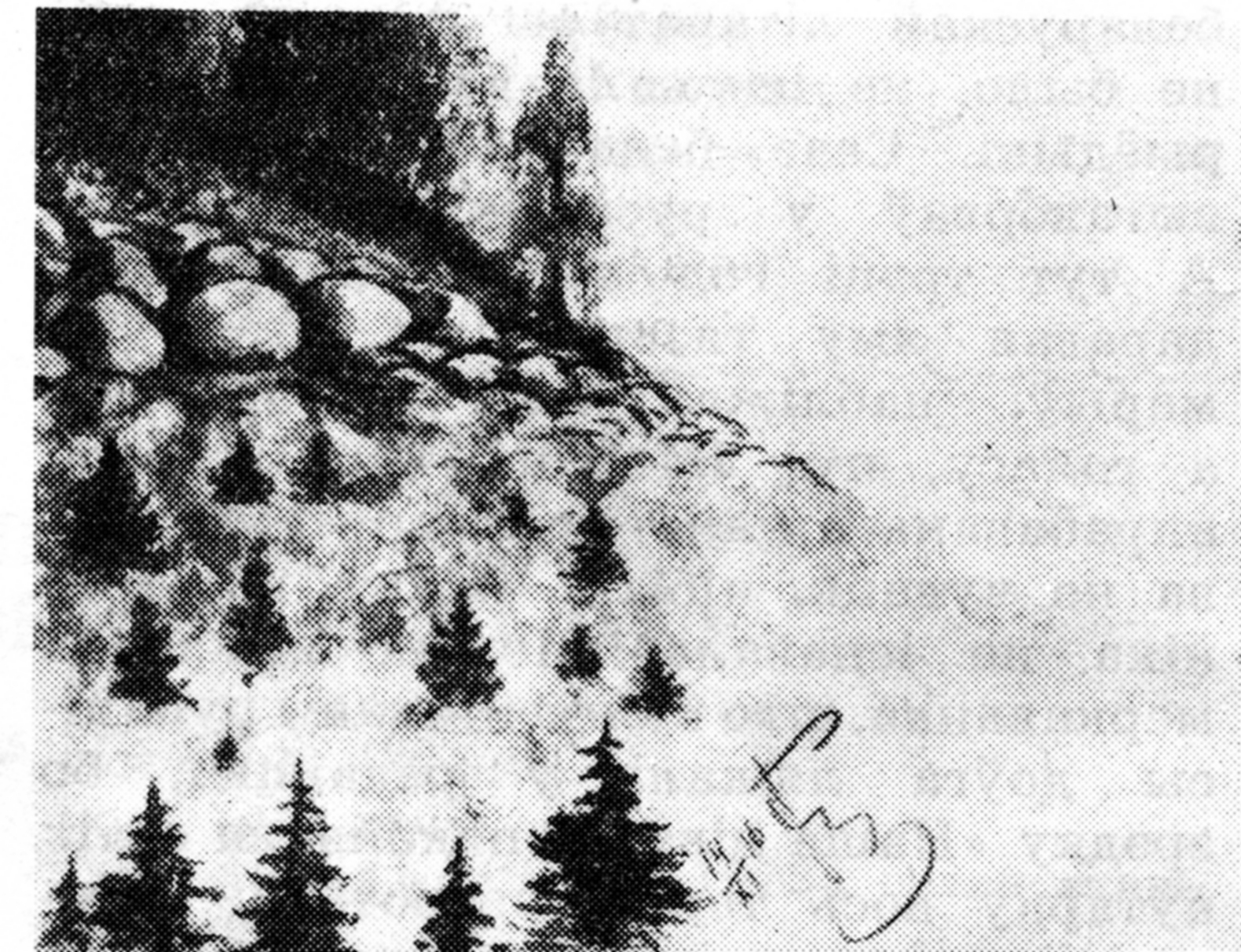
Пагорб поблизу садиби Левицьких. Малюнок зроблений Владиславом Голубком 14 листопада 1916 року.

Народився 4 січня 1869 року в маєтку Добосна Рогачовського повіту (нині Кіровський район) в родині Яна і Вольги Левицьких (мав сестру Еву), де його батько служив управителем маєтку. Пізніше в 1870-х роках він був лісничим графа Тишкевича і жив у Першаях нинішнього Воложинського району.
Незабаром сім'я Левицьких переїхала в Карпилівку під Радошковичами на Мінщині. Тут у 1877—1878 рр. Антон Левицький навчався в нелегальній школі в Люцинці, яку організувала дочка Вінцента Дуніна-Мартинкевича — Каміла. Пізніше про цей період він згадував:

Шестеро нас там було… я був найменшим — років сім мав; вчила нас різних наук, навіть і музики. Наша вчителька (вічна їй пам'ять!) і її батьки так уміли заохотити нас до науки, що кожен з нас навперебій брався до неї… пам'ятаю цікаві оповідання про рідну батьківщину і про далекі холодні краї, куди зла доля заганяє багатьох людей…
Оригінальний текст (біл.)
Шасцёра нас там было… я быў найменшым — гадкоў сем меў; вучылі нас розных навук, нават і музыкі. Наша вучыцелька (вечны ёй ужо пакой!) і яе бацькі так умелі падахвочываць нас да навукі, што кожны з нас наперабой браўся да яе… памятаю цікавыя апавяданні аб роднай бацькаўшчыне і аб далёкіх халодных краях, куды злая доля заганяе шмат людзей…

Потім успішно закінчив Мінську губернську гімназію і вступив на медичний факультет Московського університету.

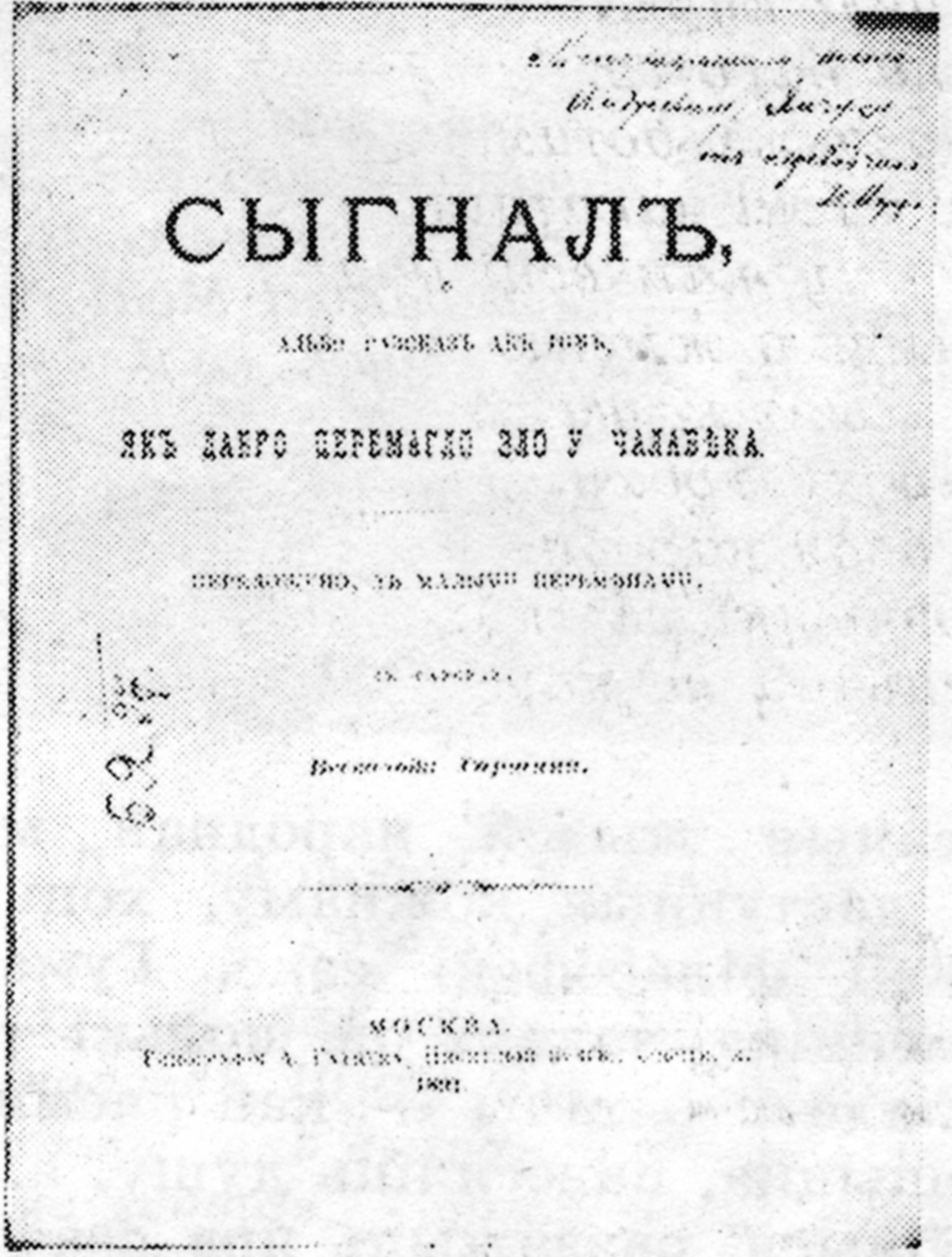
Обкладинка книги Всеволода Гаршина «Сигнал» з автографом Ядвігіна Ш. Миколі Янчуку

8 березня 1890 року за участь у студентських заворушеннях Ядвігін Ш. заарештований і ув'язнений на кілька місяців у Бутирській тюрмі, чому послідувало виключення з університету. У в'язниці він переклав популярне на той час оповідання Всеволода Гаршина «Сигнал», видане у Москві в 1891 році. Під час ув'язнення стає свідком влаштованого студентами-арештантами концерту, на якому зі своїми національними піснями і танцями виступали росіяни, українці, литовці, латиші, кавказці і поляки. Після концерту члени Мінського земляцтва вирішують заснувати перший білоруський гурток молоді в Москві.
Після звільнення з в'язниці Ядвігін Ш. не домагається відновлення в університеті. Він здає іспит на аптекарського практиканта, проходить практику в одній з московських аптек і виїжджає на Білорусь, додому в фільварок Карпилівку. Тут від важкої хвороби помирає його батько, а незабаром трапляється пожежа, яка знищила батьківський дім. Ядвігін Ш. будує для сім'ї невеликий будиночок з двох кімнат та кухні, а сам їде у Мінськ і здає іспит на аптекаря. Після нетривалої практики переводиться в Радошковичі, де працює помічником провізора і будує Карпилівський дім.

### Радошковицький гурток інтелігенції

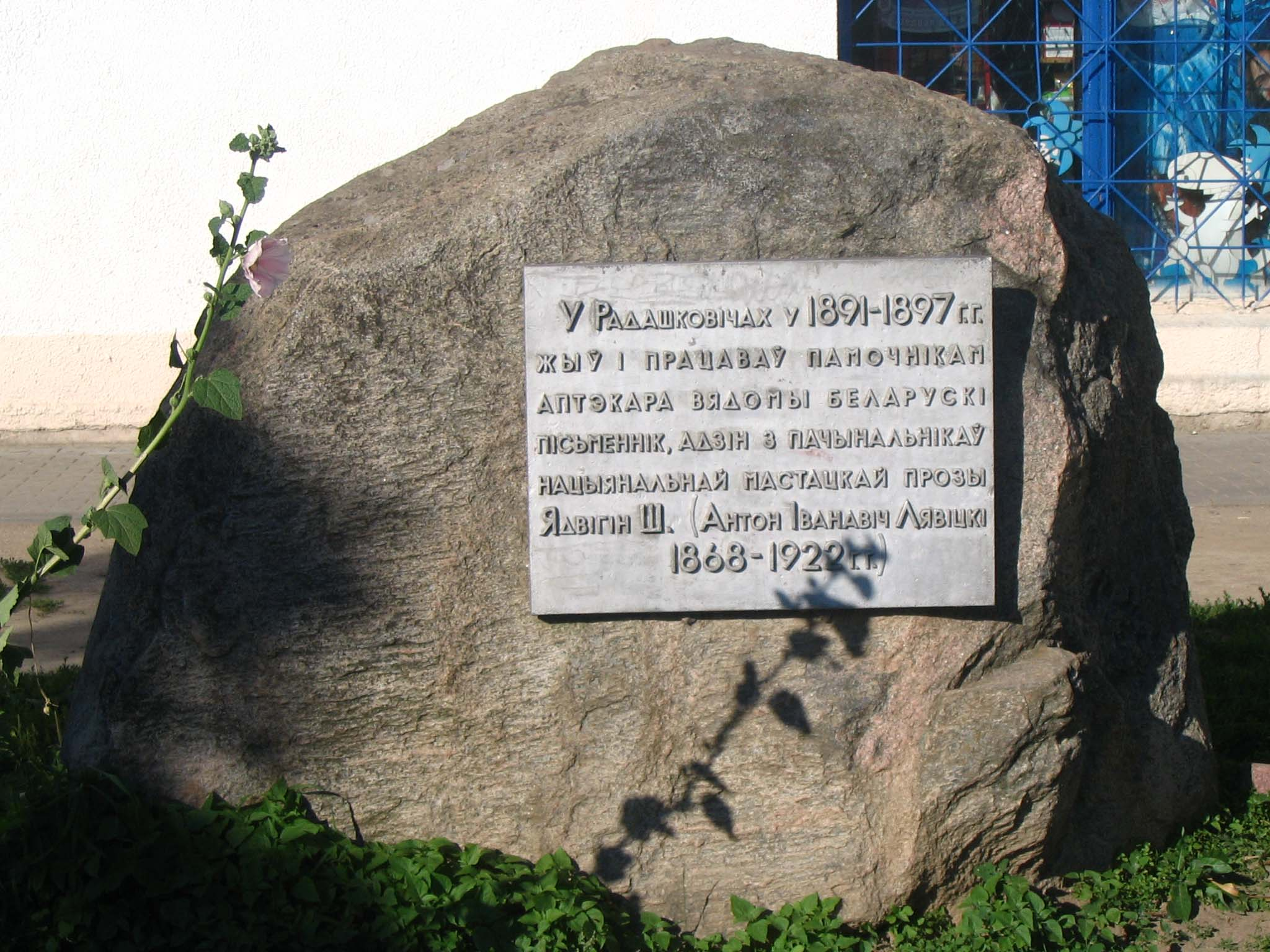
Пам'ятна дошка на честь письменника в Радошковичах. Напис: У Радошковичах у 1891—1897 рр. жив і працював помічником аптекаря відомий білоруський письменник, один із зачинателів національної художньої прози Ядвігін Ш. (Антон Іванович Левицький 1868—1922 рр.)

У Радошковичах Ядвігін Ш. став членом гуртка місцевої інтелігенції, брав участь у літературних вечорах — декламував вірші Вінцента Дуніна-Мартинкевича і Францішка Богушевича. В 1892 році (за іншим даними в 1893) написав комедію «Злодій», яку з ініціативи Яна Якуба Офенберга, одного з організаторів Радошковицького гуртка білорусів-інтелігентів, передбачалося поставити на платній маївці, а збір з вистави передати на відкриття містечкової лікарні. Секретар Московського етнографічного товариства Микола Янчук, який сприяв справі культурного відродження білорусів і тримав зв'язок зі студентськими земляцтвами університету і сільськогосподарської академії (студентом останньої був Ядвігін Ш.), прагнув отримати дозвіл цензури на видання п'єси і на постановку її на сцені, проте так і не домігся цього. Тим не менш, в 1892 році було вирішено поставити п'єсу без цензурного дозволу.
За кілька днів до свят була призначена генеральна репетиція. Але до судового слідчого, нібито в гості, приїхав з Вілейки повітовий прокурор, який дізнався про постановку п'єси, що не пройшла цензури. Прокурор дав зрозуміти слідчому, що спектакль, ще й забороненою тоді білоруською мовою, може принести всій місцевій адміністрації великі прикрощі. Після такого попередження прокурора спектакль так і не відбувся. Сама комедія в свій час не була надрукована, а рукопис не зберігся. Як зазначав білоруський драматург Франтішек Олехнович у своїй монографії «Білоруський театр», рукопис комедії до Другої світової війни зберігався в архіві Ромуальда Зямкевіча.

### Шлюб і повернення в Карпилівку

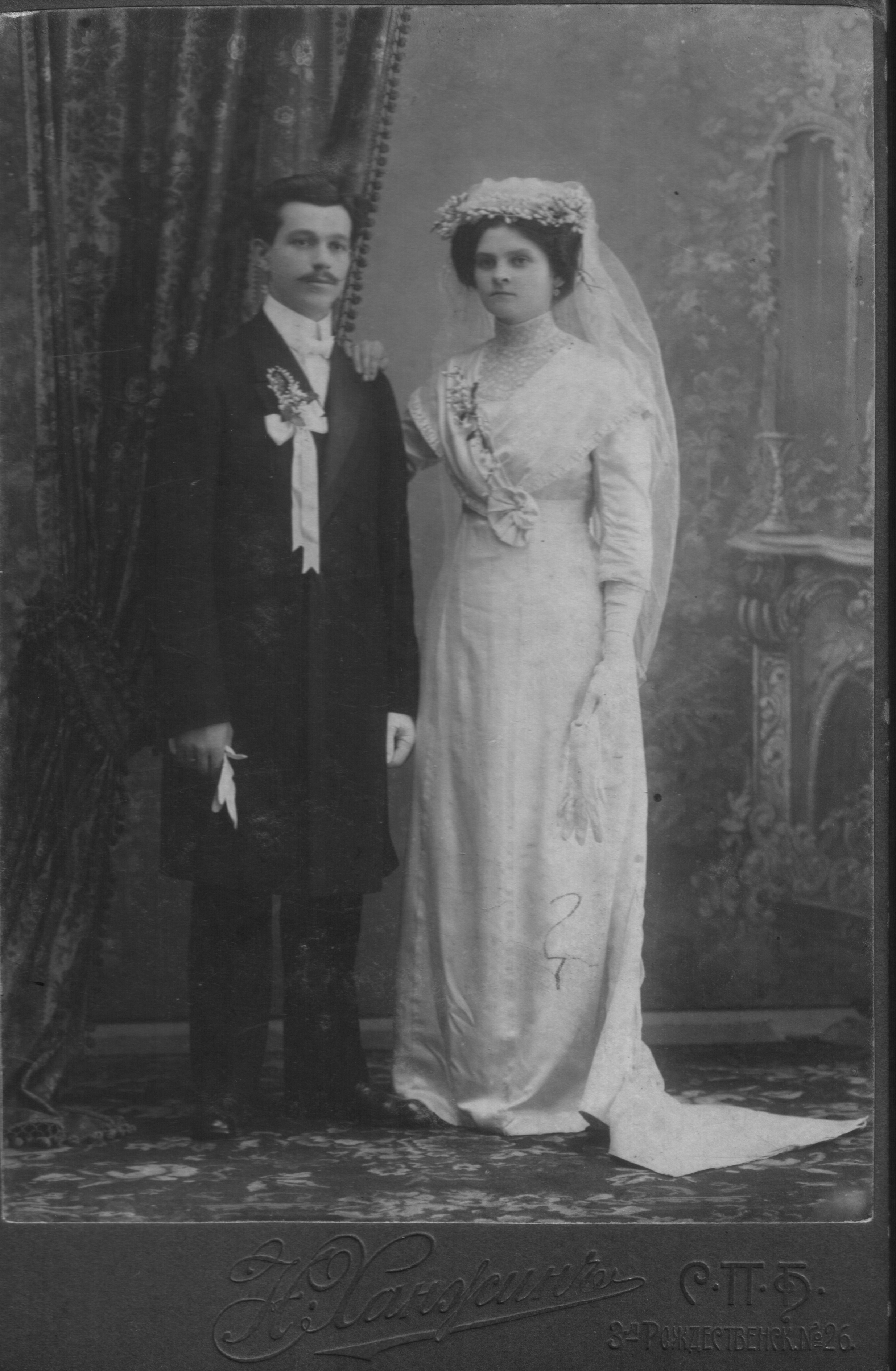
Весільне фото Антона і Люції

У 1894 році Антон Левицький побрався з радошковицькою швачкою Люцією Олександрівною Гнатовською, яка після вільнюської школи крою та шиття працювала в містечку. За спогадами дочки, Ванда Левицька, Люція була молодша за свого чоловіка на п'ять років. У шлюбі народилося четверо дітей: Ванда, Левон, Вацлав і Казимир.
Тим часом Антон Левицький вже завідував крамницею-кооперацією запасного насіння землевласників, оскільки від аптекарства змушений був відмовитися за станом здоров'я. Однак, прогорівши на посаді крамаря і доклавши чимало своїх грошей, щоб розрахуватися з кооперацією, Ядвігін Ш. переїхав назад у Карпилівку, де почав займатися садівництвом і літературною творчістю.
У 1903—1904 роках співпрацював з мінськими і віленськими прогресивними виданнями: виступав з розповідями, публіцистичними статтями і кореспонденціями місцевого характеру російською і польською мовами, де піднімав питання національного спрямування, проблему періодичних видань рідною мовою, селянського життя та ін., які, однак, особливої популярності йому не принесли. Перше оповідання Ядвігіна Ш. білоруською мовою під назвою «Суд» було надруковано в третьому номері газети «Наша доля» 20 вересня 1906 року, а в 1910 році перекладено українською мовою з прихильними відгуками про автора як про оригінального білоруського прозаїка. Також тогочасна білоруська критика відзначила в ньому талант сатирика і гумориста.
Маєток Ядвігіна Ш. часто відвідував син сусіда-орендаря Домініка Луцкевича на ім'я Ян, який пізніше стане найбільшим російськомовним поетом XX століття під псевдонімом Янка Купала. Про зустріч з Антоном Левицьким він пізніше згадував:

У період 1904—1906 рр. …я познайомився з Ядвігіним Ш. (жили ми по сусідству). Це була для мене велика подія. Я вперше зіткнувся з людиною, яка була не лише письменником, а ще й писала по-білоруськи. З ним я дуже зблизився. Він мені багато розповідав про невідомі мені до того письменницькі справи і т. д. Людиною він був з вищою освітою (щоправда, університету через революційні справи не закінчив), і дуже цікавим і дотепним співрозмовником.

Оригінальний текст (біл.)
У перыяд 1904—1906 гг. …я пазнаёміўся з Ядвігіным Ш. (жылі мы па суседстве). Гэта была для мяне вялікая падзея. Я ўпершыню сутыкнуўся з чалавекам, які быў не толькі пісьменнікам, але і пісаў па–беларуску. 3 ім я вельмі зблізіўся. Ён мне шмат расказваў пра незнаёмыя мне дагэтуль пісьменніцкія справы і г. д. Чалавек ён быў з вышэйшай адукацыяй (праўда, універсітэту з-за рэвалюцыйных справаў не закончыў), прытым вельмі цікавым і дасціпным субяседнікам.

Єдина дочка Ядвігіна Ш., Ванда Левицька, про зустріч її батька з Янкою Купалою згадувала:

Купала приходив до нас брати книги. Читав татові свої вірші і невдовзі почав друкувати їх у «Нашій ниві». З татом вони вели довгі розмови…
Оригінальний текст (біл.)
Купала прыходзіў да нас браць кнігі. Чытаў тату свае вершы і ў хуткасці стаў друкаваць іх у «Нашай ніве». 3 татам яны вялі доўгія гутаркі…

### Постійна літературна діяльність

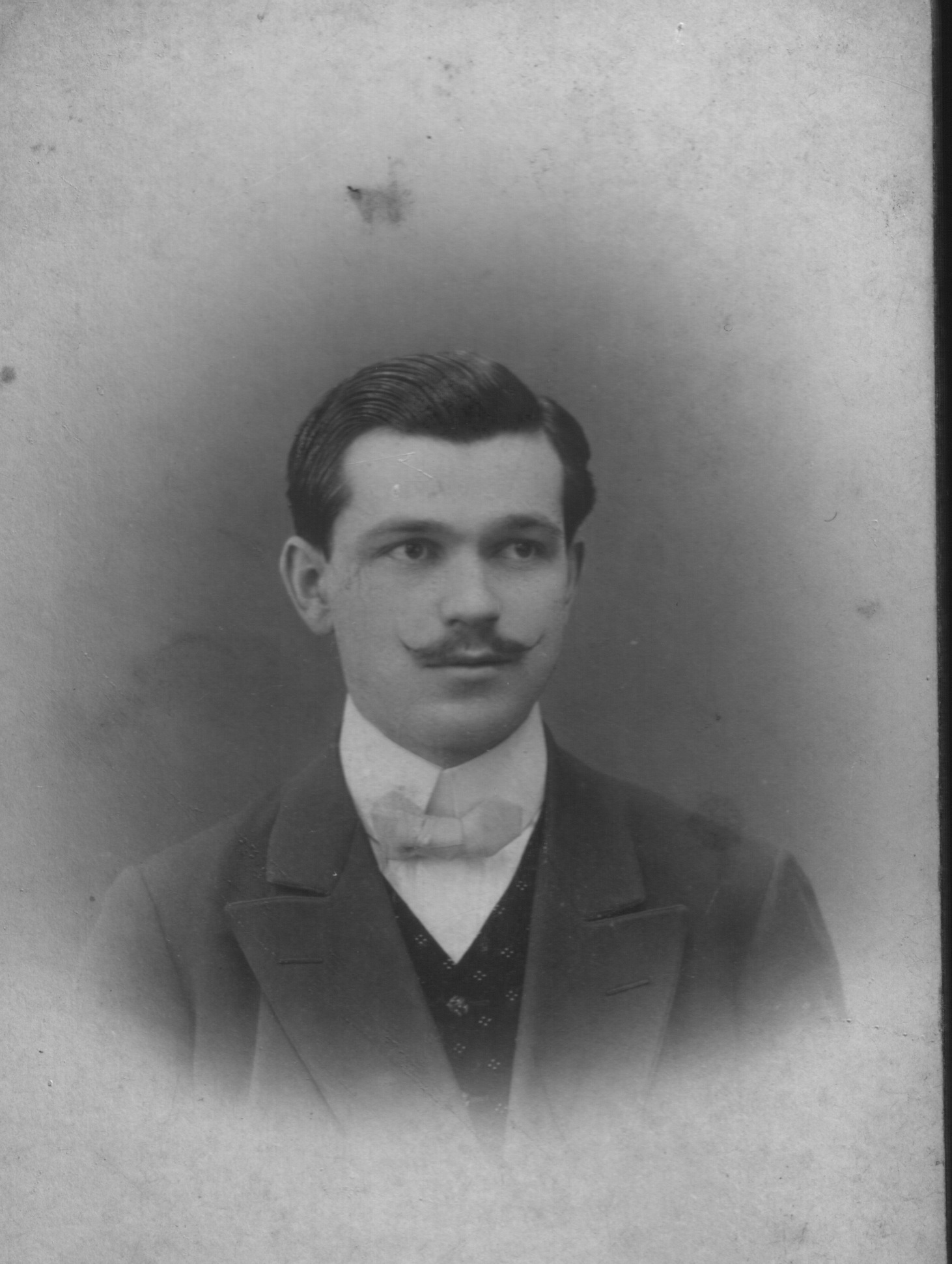
Ядвігін Ш. у 1894 році

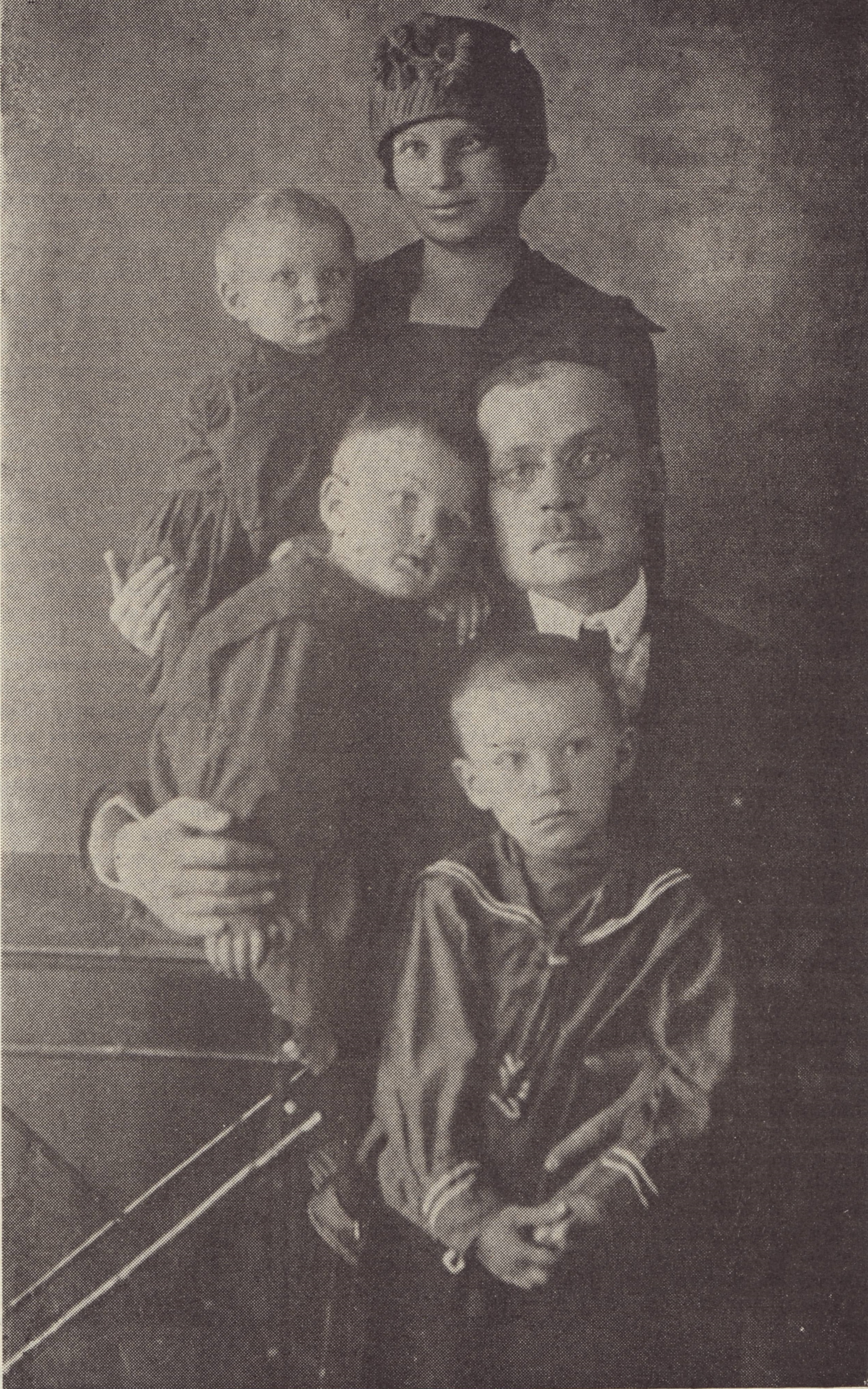
Дочка Ядвігіна Ш. Ванда Левицька з чоловіком Язепом Льосіком і дітьми Юрасем, Люцією та Олесею

У 1909—1910 р. жив у Вільнюсі, працював секретарем, а потім завідувачем літературного відділу «Нашої ниви». Багато писав і друкувався. У 1913 р. працював у редакції газети «Білорус». На цей час припадає найбільш плідний у житті письменника період 1906—1914 років.
Навесні 1910 року письменник здійснює свою давню мрію — подорожувати пішки по Білорусі. Він пішки з Вільнюса до Карпилівки проходить понад 500 км. У своїх подорожніх нотатках, опублікованих у «Нашій Ниві» під назвою «Листи з дороги», Ядвігін Ш. розповідає про містечка і села, цікавих людей, що зустрічалися йому на шляху, а також розмірковує над економічними і соціальними проблемами білоруського селянства, висловлює багато думок про рідну мову і народне просвіту.
Одна за одною вийшли дві збірки оповідань письменника: у 1912 році «Берізки», а в 1914 році «Волошки». Остання з них видана в друкарні Мартина Кухти за грошової підтримки княгині Магдалени Радзивілл
З листопада 1913 по січень 1915 року Ядвігін Ш. переїжджає з Вільнюса в Мінськ, де організовує і стає технічним редактором щомісячних білоруських журналів: сільськогосподарського «Соха» і для дітей і молоді «Лучынка».
Під час Першої світової війни працює в Мінському центральному бюро праці та керівником швацьких майстерень військового спорядження. Організував білоруське товариство допомоги жертвам війни, де познайомився з Максимом Богдановичем, ставив вистави.
З осені 1916 до лютого 1917 року Ядвігін Ш. і Максим Богданович зустрічалися майже щодня: в білоруському книжковому магазині, в «Білоруській хатинці» і на вулицях Мінська. Пізніше він відвідав маєток письменника в Карпілівці. М. Богданович перекладав українською мовою твори Ядвігіна Ш.: «Зарабляюць», «З бальнічнага жыцця», «Падласы», «Рабы», «Вяселле», «Скакатушка», «Васількі», «Гадунец», «Чортава ласка», «Дачэсныя», «Ліст сабакі» до редакції «Нашої Ниви», «Сіло», «Награда» і «Сабачая служба».
Під час Першої світової війни в Карпилівці працював притулок для дітей біженців, де вся робота з дітьми велася по-білоруськи. Є думка, що саме поїздка в Карпилівку підштовхнула Максима Богдановича до початку роботи з написання білоруського букваря.
Під час війни Ядвігін Ш. захворів на туберкульоз горла. У 1918 році його стан різко погіршився, що змусило його лягти на лікування в Мінський госпіталь, а потім виїхати на проживання в Карпилівку. Через деякий час письменник починає співпрацювати з газетою «Білорус», друкує там свій роман «Золото» (1920) — один з перших творів великого епічного жанру в білоруській літературі. Восени 1920 року Ядвігін Ш. приїжджає у Вільнюс і готує до видання свої «Спогади», першу частину яких видає в 1921 році.
На початку 1922 року здоров'я письменника значно погіршується і 24 лютого він помирає в одному з госпіталів Вільнюса.
Похований у Вільнюсі на кладовищі Расу на літераторській гірці.

### Політична діяльність
У березні 1917 року Антон Левицький брав участь у З'їзді білоруських організацій, працював у його комісії друку і земській комісії. У липні 1917 року — активний учасник З'їзду білоруських організацій і партій, обраний у виконавчий комітет Центральної ради білоруських організацій. У жовтні 1917 року став членом виконавчого комітету Великої Білоруської Ради. З березня 1918 року — член Ради БНР.
Один із засновників Білоруської народної партії соціалістів та Білоруська селянська партія Зелений Дуб.

## Псевдонім
Походження псевдоніма Антона Левицького — Ядвігін Ш. — ще в 1968 році розкрила дочка письменника Ванда Левицька. На запитання про псевдонім вона повідомила, що в молодості батько був сильно закоханий у Ядвігу Шабуневич з Радошковичів. Пізніше вони розійшлися. Перша любов назавжди осіла і коли він почав друкуватися, не роздумуючи взяв собі за псевдонім ім'я та скорочене до однієї літери прізвище колишньої коханої.
Втім, у літературознавстві існували й інші версії щодо походження псевдоніма письменника. За словами Володимира Содаля, після публікації оповідання «Суд», на запитання, чому він підписаний таким псевдонімом, автор жартівливо відповідав: «Ось я вам кажу в хаті — ша! Так і — Ша…».

Хороша приятелька Антона Левицького Зоська Верас розповідала, що нібито йому дуже подобалася одна з онучок Вінцента Дуніна-Мартинкевича чи хтось інша в Люцинці, кого звали Ядвіга. Закохавшись ще в роки навчання в школі Каміли Марцинкевич, вже парубком він нібито навідувався до тієї Ядвіги. Найчастіше пізно ввечері, коли в будинку всі спали. Потривожена Ядвіга крізь сон запитувала «Хто тут?». Молодий Левицький, приклавши палець до губ шепотів «Ядвіга, ша, тихо… Це я…».
Так само пояснює історію псевдоніма Левицького і Федір Ільяшевич, автор книги «Антон Левицький. Життя і літературна творчість». Згадуючи записки Ядвігіна Ш. у «Листах з дороги», дослідник звертає увагу на цікаве зізнання Левицького:

Буває находять такі думки — якогось разу веселі, то знову сумні, але такі дорогі, такі потаємні, що аж озираєшся, ніби боїшся, щоб ніхто не підслухав, не підгледів, не здогадався про них, бо їх знати ніхто не повинен.

Оригінальний текст (біл.)
Бывае находзяць думкі — іншы раз вясёлыя, то зноў сумныя, але такія дарагія, такія патайныя, што ажно аглядаешся, быццам баішся, каб хто не падслухаў, не падгледзеў, не дагадаўся іх, бо іх ведаць ніхто не павінен.

Перечитуючи згадану записку Левицького, Федір Ільяшевич висловив думку:

Останні слова дають привід думати, що майбутній письменник… пережив у Люцинці щось глибоке. Може, це було перше дитяче кохання? Може тут вже зачарували його, «як волошки», очі? Може, це була Ядвіга? І звіси повстане псевдонім письменника?
Оригінальний текст (біл.)
Апошнія словы даюць повад думаць, што будучы пісьменнік… перажыў у Люцінцы нешта глыбокае. Можа гэта было першае дзіцячае каханне? Можа тут ужо зачаравалі яго, «як васількі», вочы? Можа гэта была Ядвіга? І адсюль паўстане псеўданім пісьменніка?
Іноді Ядвгін Ш. варіював свій псевдонім, скорочував його до ініціалів, підписував твори і різні повідомлення одними лише ініціалами — «Я. Ш.», «Ja.», «Sz.», «Ja.», «Š», «Ša», «Sz». Як зазначає Янка Соломевич, цікавим фактом є те, що деякі чиновники Міністерства культури помилково вимовляли його псевдонім як Ядвігін Третій.

## Родина

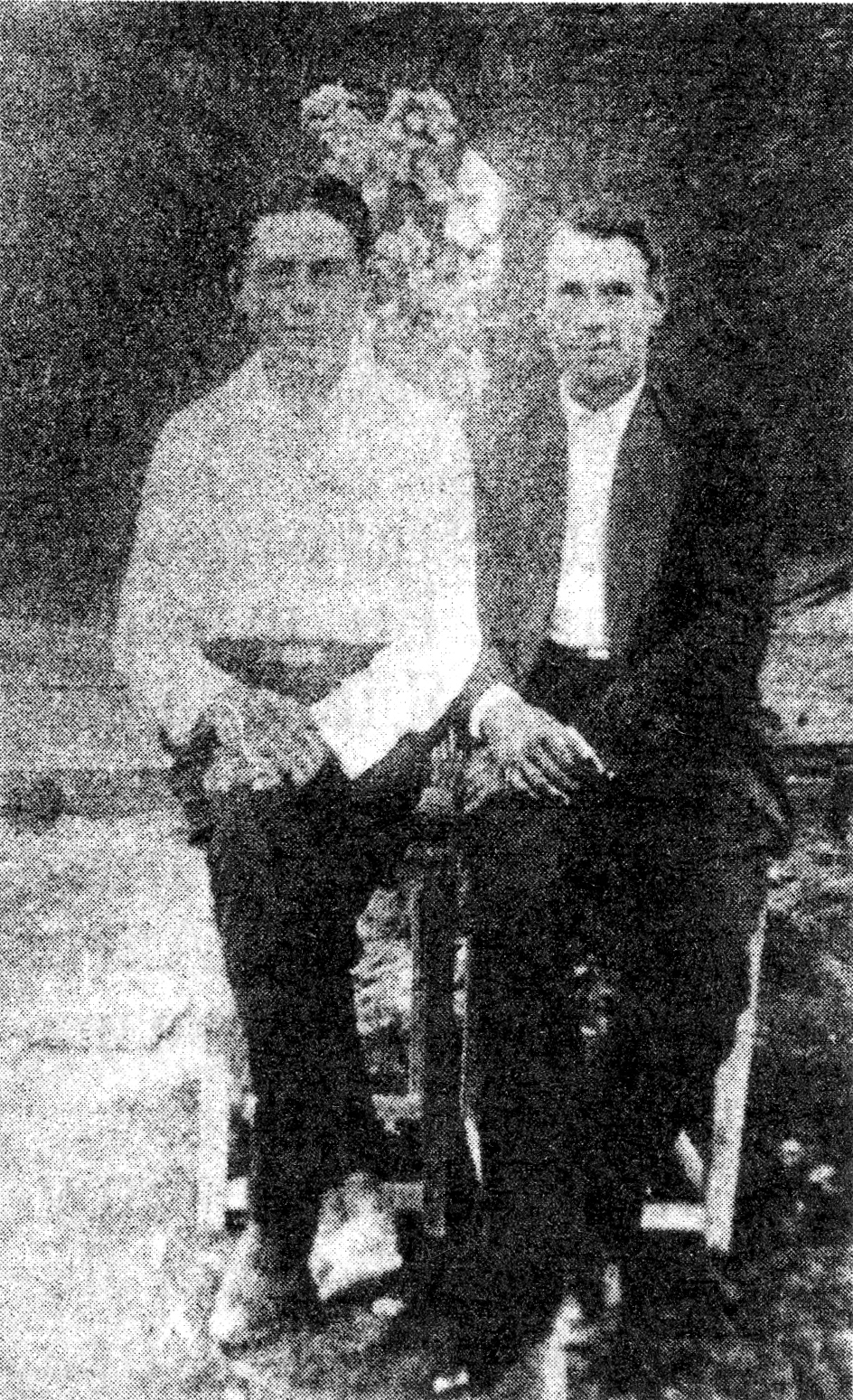
Знімок Вацлава Левицького (праворуч) з дарчим написом по-білоруськи: На пам'ять дорогій мамочці від В. Левицького. 38 року X. 26

З дружиною Люцією Олександрівною Левицькою (уроджена Гнатовська; 1874, Вільнюс — пом. 20 квітня 1945 року, Ніжин) мали чотирьох дітей: Ванду, Левона, Вацлава і Казимира.
Після смерті письменника в 1928 році його дружину розкуркулили, вона померла у 1945 році в злиднях у Нвжині. Сини Ядвігіна Ш. — Вацлав і Казимир — були заслані і у Білорусь не поверталися. Старший син Леонід загинув під час Другої світової війни. Єдина дочка письменника, Ванда Левицька, яка восени 1917 року одружилася з білоруським національним діячем Язепом Льосіком, загиблим у 1940 році у саратовській в'язниці, поїхала за чоловіком у заслання. У них було троє дітей: Юрась, інженер-енергетик, жив в Армавірі; Олеся, вчителька — в містечку Татарка Ставропольського краю; Люція, вчителька, — у Липецьку.
Хрещеним батьком дітей Ванди — Люції та Олесі — був Янка Купала. У 1992 році Люція й Олеся приїжджали на місце колишнього родового маєтку Карпилівки.

## Творчість
Духовний світ письменника наповнений почуттям національної самосвідомості. Ще у камері Бутирської в'язниці, під білоруські пісні студентів Мінського і Вільнюського земляцтв, за його словами, «відчув я себе білорусом». 3 захопленням він писав про «прекрасні вірші Янки Лучини» і «чудові вірші «Білоруської дудки»». Думку про те, що жива білоруська мова «гладенька, співуча, лірична, багата на слова та обігу, яких вистачає передати навіть такі чарівні твори, як Міцкевича», Ядвігін Ш. підтвердив своєю художньою творчістю.
Літературну діяльність почав у в'язниці: переклав російською мовою оповідання Всеволода Гаршина «Сигнал» (видане в Москві у 1891). У 1892 написав комедію «Злодій» (постановка заборонена поліцією, рукопис загубився). Перше оповідання білоруською мовою «Суд» опублікував у 1906 («Наша доля»). Автор збірок оповідань «Берізка» (Вільнюс, 1912, 1923), «Волошки» (Вільнюс, 1914), «Оповідання» (1940, 1946), подорожнього нарису «Дід Завала» (Вільнюс, 1910), книги «Спогади» (Вільнюс, 1921), незавершеного роману «Золото». Також автор ряду рецензій та літературно-критичних статей.

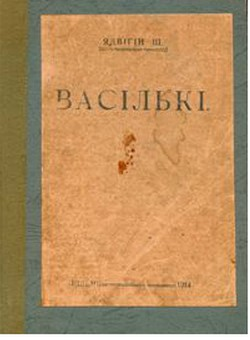
Обкладинка книги «Волошки»

Ядвігін Ш. увійшов у білоруську літературу як новеліст, нарисовець, фейлетоніст, перекладач, автор одного з перших білоруських романів. Писав білоруською, польською та російською мовами.
Перші оповідання письменника вважаються художніми обробками, інтерпретаціями народних жартів, анекдотів, розмов, казок, нагадують байки в прозі і характеризуються гострою сатиричною спрямованістю. В них розкриваються заздрість, жадібність, надмірна цікавість, забобонність і інші вади людської натури. Їхніми персонажами здебільшого є прості люди, селяни, яким автор співчуває і яких повчає з позицій народної моралі. Так, у серії гумористичних новел «Вчений бик», «З маленьким квиточком», «Позика», «Заморський звір», «Цирк» селяни потрапляють у досить курйозні ситуації міського життя, де поводяться по-дитячому наївно, довірливо, нерозважливо, іноді без усякої логіки. Оповідання «Раби» є гострою критикою на людське хамство, недалекоглядне життя, «Падласенькі» — сатирою на тих представників інтелігенції, які, вивчившись на батьківські гроші, відреклися від них, «Поважна фіга» — висміюванням злих і сварливих свекрух, «Дачэсныя» — викриттям жадібності, нечесності, невдячності, обдурювання.
Більш пізні твори письменника характеризуються більшою реалістичністю, соціальною загостреністю. Важка доля сільської жінки показується в оповіданнях «Сумна» (про багатостраждальне життя Томачихи), «Берізка» (про шлюб з нелюбим і гірку долі Мариськи), «Щаслива» (про жадібну дружину, яка, обдурена чоловіком, вмирає з думкою про золото у горщику, де насправді було всіляке сміття).
Казковий сюжет, зачин і повтори, розповідна манера письма і багато інших ознак фольклорної поетики, психологічна заглибленість, притчева форма осмислення проблем людського буття органічно поєднуються в оповіданні «Дуб-дідусь». Зміст твору становить сон-символ. Змучений важкою роботою селянин приліг відпочити в тіні дуба і заснув. Уві сні він шукає воду старому дубові. Пошуки приводять селянина до трьох озер, біля яких він зустрічає трьох бабусь — Працю, Біду і Терпіння. Бабусі хочуть допомогти людям, але їхні великі зусилля не можуть позбавити людину поту, сліз і крові. В оповіданні показується важка доля білоруського селянина, висловлюється щире співчуття народу, мрія про краще майбутнє.
Роман Ядвігіна Ш. «Золото» поєднує в собі реалістичні, романтичні і детективні прийоми і засоби і розкриває тему влади грошей, їхнього згубного впливу на людину.
Новаторський вплив Ядвігіна Ш. зробив і на розвиток жанру мемуарів. В особі оповідача читач бачить не байдужого фактографа, а людину, охоплену різними почуттями: то світлою журбою, то пафосом народного заступництва, то дотепним гумором. В розмовний плин оповіді природно вплетені фразеологізми.
Ядвігіну Ш. властива своєрідна стильова манера, для якої характерні чуйність до народного слова і образу, динамічні, не застиглі у своїх зв'язках і значеннях слова, змістовність форми. Своєю творчістю Ядвігін Ш., письменник з «достовірно викристалізованою індивідуальністю і для білоруської літератури характерною», заклав традиції, які знайшли подальший розвиток у творах майстрів художнього слова.

## Пам'ять
Портрет Ядвігіна Ш. у 1994 році створив Анатоль Кривенко.